# Нейдхарт, Наталья
Натали́ Кэ́трин Не́йдхарт-Уилсон (англ. Natalie Katherine Neidhart-Wilson , род. 27 мая 1982, Калгари, Альберта, Канада) — канадо-американский рестлер. В настоящее время работает в WWE на бренде Raw под именем Ната́лья, где является двукратной чемпионкой мира среди женщин, по одному разу выиграв титул чемпиона среди Див и женский чемпионат SmackDown. Она является рестлером в третьем поколении, а также дочерью члена «Основания Хартов» и члена Зала славы WWE Джима Нейдхарта.
Первая в мире женщина-рестлер в третьем поколении, Нейдхарт является членом рестлинг-семьи Хартов через свою мать. Она тренировалась в подземелье семьи Харт под руководством своих дядей — Росса и Брюса Харта.

## Карьера в рестлинге

### WWE

#### Альянс с Викторией (2008—2009)
Наталья дебютировала на SmackDown 11 апреля 2008. 6 июня она одержала победу в бое за право побороться за титул чемпиона среди див против Мишель Маккул. На The Great American Bash она проиграла чемпионский матч Маккул. Это привело к фьюду её и Виктории против МакКул и Черри, который закончился их победой на SmackDown 2 мая. Затем последовал их фьюд против Близняшек Белла, который также закончился победой 28 ноября.

#### Династия Хартов (2009—2010)
В начале 2009го она вместе со своим бойфрендом Тайсоном Киддом и Дэвидом Харт Смитом организовали Династию Хартов. Первый их фьюд был против Крайм Тайм и Ив Торрес. 26 апреля 2010 они выиграли командное чемпионство у Миза и Биг Шоу. 24 мая у них завязался фьюд с дебютировавшими Братьями Усо и Таминой и смогли защитить свой титул на Money In The Bank. Однако на Night of Champions потеряли его, после чего группировка распалась.

#### Чемпионка Див (2010—2011)
На Hell In A Cell Наталья боролась с Мишель МакКул за звание Чемпионки Див. Она победила по дисквалификации и потому титул не получила. На Bragging Rights она не смогла одолеть Лейлу Эл из-за вмешательства МакКул. Однако на Survivor Series она дралась с ними обоими и победила, завоевав титул Чемпионки Див. Титул она потеряла на Royal Rumble, проиграв в битве на четверых Ив.

#### The Divas of Doom (2011—2012)
Осенью 2011 Наталья объединилась с Бет Феникс в The Divas of Doom и они начали фьюды против The Chickbusters и Келли Келли с Ив Торрес. 2 октября на Hell in a Cell Бет победила Келли с помощью Натальи и стала новым Чемпионом Див. Она длительное время успешно защищала титул опять же при помощи Натальи. 22 марта 2012 группировка распалась из-за того, что Феникс объединилась с Ив Торрес и напала на Наталью.

#### Различные фьюды и союзы (2012—2014)
Во время Вторжения NXT Наталья вновь объединилась с Тайсоном Киддом и начала фьюд против Кэйтлин, которой она проиграла 27 марта 2013 в бою за чемпионство Див. Трижды она не смогла завоевать чемпионство Див у Эй Джей, а в декабре не смогла одолеть Пэйдж за женское чемпионство NXT. Позднее она участвовала в турнире за женское чемпионство NXT, но в финале уступила Шарлотте.

#### Менеджер Тайсона Кидда и Сезаро (2014—2015)
В середине 2014 Наталья стала сопровождать Тайсона Кидда у ринга и всячески помогать ему во время боев. У них был небольшой фьюд против Джимми Усо и Наоми, но когда Кидд объединился с Сезаро, она стала их менеджером. В феврале 2015 на Fastlane они завоевали титул командных чемпионов. После нескольких успешных защит титула команда распалась из-за травмы Кидда.

#### Женская Революция (2015—2016)
Первый фьюд после возвращения у Натальи был против группировки B.A.D. (Саша Бэнкс, Наоми и Тамина), закончившийся тем, что Наталья победила каждую из них отдельно. На Roadblock 2016 Наталья не смогла отобрать чемпионство Див у Шарлотты. Затем было ещё несколько неудачных попыток. На Money In The Bank Наталья объединилась с Бекки Линч против Шарлотты и Даны Брук. После очередного поражения Наталья совершила очередной хилл-терн и напала на Бэкки.

#### SmackDown (2016—настоящее время)
На Драфте 2016 была выбрана в команду SmackDown. Там она была в команде хиллов. На SummerSlam 2016 участвовала и победила в матче 3 на 3. На Backlash участвовала в матче на 6х за первое женское чемпионство SmackDown, где элиминировала Наоми, но была сама элиминирована Никки Беллой. На SmackDown Live 25.10.2016 участвовала в матче против Никки Беллы за право быть капитаном женской команды SmackDown на Survivor Series 2016. Однако проиграла его и потеряла место в этой команде. Но на следующем выпуске Шейн Макмен и Дэниэл Брайан позволили ей стать тренером команды. На самом Survivor Series кто-то напал на Никки Беллу и Наталье пришлось заменить её.
На Summer Slam 2017 в матче за женское чемпионство SmackDown победила Наоми и стала новой чемпионкой.
На Hell in a Cell 2017 сражалась против Шарллот Флэр, атаковала её стулом что привело к её поражению по дисквалификации, но титул остался у неё.

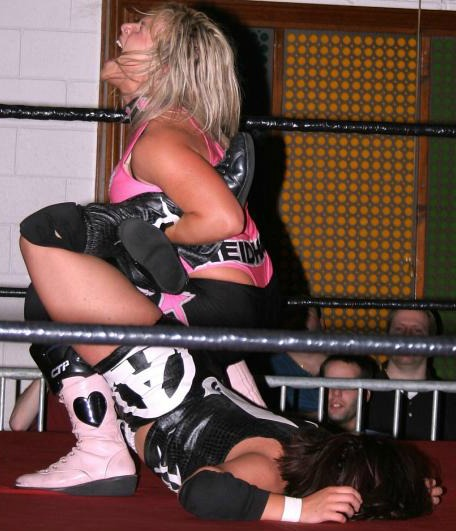
Нейдхарт проводит приём «шарпшутер» Ариэль на шоу Shimmer Women Athletes

В 2022 году заработала право на титульный матч на премиум-шоу Money in the Bank против Ронды Роузи, однако победить не смогла, зато ситуацией воспользовалась Лив Морган, реализовавшая кейс MITB и выигравшая титул у Роузи.

## Личная жизнь
Натали — дочь известного рестлера Джима «Наковальня» Нейдхарта, а Стю Харт является её дедом, что делает её рестлером в третьем поколении. У Натали есть две сестры — Деннифер и Кристин. С ноября 2001 года встречалась со своим бывшим партнёром по команде Тайсоном Киддом, а с 2003 года они стали жить вместе. 28 июля 2013 года состоялась свадьба Тайсона Кидда и Натальи. В одном из выпусков нового реалити-шоу от WWE «Total Divas» были показаны все детали подготовки этой свадьбы.

## В рестлинге
- Завершающие приёмы
  - Discus clothesline[10][11] — 2009-наст. время
  - German suplex[12] — 2006—2008
  - Nattie by Nature[13] (Spinning powerbomb)[3]
  - Sharpshooter[14]
- Коронные приёмы
  - Michinoku driver II[15]
  - Rear naked choke[15]
  - Snap suplex[16]
  - Surfboard[17]
- Менеджеры
  - Тайсон Кидд[18]
  - Дэвид Харт Смит[18]
  - Брет Харт
  - Бет Феникс
- Прозвища
  - «The Anvilette»[19]
- Музыкальные темы
  - «Yeah Baby» Джим Джонстон (2008—2009)[20]
  - «New Foundation» Джим Джонстон (2009-наст. время)[21]

## Титулы и награды
- NWA: Extreme Canadian Championship Wrestling
  - SuperGirls Championship (1 раз)[22]
- Pro Wrestling Illustrated
  - PWI ставит её под № 4 в списке 50 лучших девушек рестлеров 2011 года[23]
- Stampede Wrestling
  - Stampede Women’s Pacific Championship (2 раза)[24]
  - Женщина-рестлер года (2005)[12]
- World Wrestling Entertainment/WWE
  - Чемпионка WWE среди Див (1 раз)
  - Чемпион SmackDown среди женщин (1 раз)
  - Командная чемпионка WWE среди женщин (1 раз) — с Таминой